# Слуга народа (политичка странка)
Слуга народа (укр. Слуга народу, СН) је центристичка политичка странка у Украјини.
Странка је формирана је крајем 2017. године и званично је регистрована 31. марта 2018. године на основу раније регистроване странке под називом Одлучне промене. Странка је добила име по украјинској ТВ серији Слуга народа. Актуелни председник Украјине Володимир Зеленски (који је глумио у Слуги народа) је члан странке.